# كونان المدمر
كانون المدمر (بالإنجليزية: Conan the Destroyer)‏ هو فيلم حركة تم إنتاجه في الولايات المتحدة وصدر في سنة 1984. الفيلم من إخراج ريتشارد فليشر من بطولة أرنولد شوارزنيجر وغراس جونس وويلت تشامبرلين وماكو إيواماتسو.

## الميزانية والإيرادات
بلغت تكلفة إنتاج الفيلم حوالي 18 مليون دولار بينما حقق أرباحا تقدر بـ 31,042,035 دولار.

## وصلات خارجية
- كونان المدمر على موقع IMDb (الإنجليزية)
- كونان المدمر على موقع ميتاكريتيك (الإنجليزية)
- كونان المدمر على موقع الموسوعة البريطانية (الإنجليزية)
- كونان المدمر على موقع روتن توميتوز (الإنجليزية)
- كونان المدمر على موقع نتفليكس (الإنجليزية)
- كونان المدمر على موقع قاعدة بيانات الأفلام العربية
- كونان المدمر على موقع ألو سيني (الفرنسية)
- كونان المدمر على موقع Turner Classic Movies (الإنجليزية)
- كونان المدمر على موقع أول موفي (الإنجليزية)
- كونان المدمر على موقع بوكس أوفيس موجو (الإنجليزية)